# Колін Ерік Август
Е́рік А́вгуст Ко́лін (1839 — 1901) — ювелір, один з майстрів фірми Карла Фаберже.
Навчався у майстра золотої справи Олександра Томмісаарі. Переїхав до Санкт-Петербургу у 1858 році. Тут працював у майстра фірми Фаберже Августа Хольмстрема. У 1868 році став майстром. Працював виключно на Фаберже.
У 1870 році став головним майстром фірми Фаберже до 1886 року, коли на цій посаді його замінив Михайло Перхін.
З 1898 року мав власну майстерню на Казанській вулиці, 9.